# Tridu Songtsen
Tridu Songtsen, in de vakliteratuur beter bekend als Dusong Mangban, Wylie: Dus srong Mang-po-rje, (670-704) wordt in de traditionele lijst van de koningen van Tibet als de zesendertigste benoemd.

## Achtergrond
Tridu Songtsen was de zoon van Mansong Mangtsen (643-676) en Khri-ma-lod, de vrouw die na de dood van Tridu Songtsen als Tri Malö in de periode 704-712 de belangrijkste machtsfactor in Tibet zou zijn. In de periode van zijn vader had het Tibetaanse rijk zich aanzienlijk uitgebreid. Mansong Mangtsen was echter gedurende zijn hele regeringsperiode een marionet in handen van de Gar-clan geweest.

## Periode tot aan ongeveer 693

In de tweede helft van de zevende eeuw werd een bestuurlijke reorganisatie van Centraal-Tibet ingevoerd.Het gebied werd verdeeld in vier zogenaande Hoorns. Voor uitleg van de kaart, zie

Tridu Songtsen was tijdens zijn jeugd en tot enkele jaren na 690 eveneens een marionet in de handen van deze clan. Gar Tongtsen was in 688 overleden, maar de macht werd voortgezet door zijn drie zoons Gar Tsenyen, Gar Tagu en Gar Trideng.
In 677 was er sprake van een opstand in Zhangzhung, waarvan het gebied in de periode van zijn overgrootvader Songtsen Gampo (605-650) aan het Tibetaans rijk was toegevoegd. Het duurde tot 680 voordat deze opstand was bedwongen.
In 692 heroverden de Chinezen het gebied van en rondom het Tarimbekken. Zij verkrijgen daardoor weer hun controle over een aanzienlijk groter deel van de Zijderoute.
De Tibetaanse annalen maken duidelijk, dat de bestuurlijke organisatie van het rijk verder vorm kreeg. Er is sprake van volkstellingen en de administratieve eenheden van duizend huishoudens waar ieder van de vier Hoorns  van Centraal-Tibet in was opgedeeld werden gedetailleerd tot eenheden van vijfhonderd huishoudens. Deze districten vormden de basis voor administratieve maatregelen op burgerlijk en militair gebied.

## De vernietiging van de Gar-clan
De drie zonen van Gar Tongtsen waren voor een groot deel van hun leven op militaire campagne en verwijderd van Centraal-Tibet. Tridu Songtsen slaagde er in de jaren na 690 in zich geleidelijk aan de macht van de broers te onttrekken. Gar Tsenyen leed als gouverneur van Khotan een nederlaag tegen de Tang-dynastie. Khotan werd ween Chinees grondgebied. Tridu Songtsen wist hem terug te roepen naar Centraal-Tibet en hem in 693 te laten executeren.
Gar Tagu werd gevangengenomen in een militaire campagne tegen troepen uit Sogdië.

Het gebied van Kokonor rondom het Qinghaimeer.

Gar Trideng was ook in de jaren daarna vrijwel voortdurend aanwezig bij militaire campagnes tegen de Tang-dynastie. Keizerin Wu Zetian (625-705), de enige officiële keizerin in de Chinese geschiedenis, zond een vredesvoorstel aan de Tibetanen. Zij zond dat heel uitdrukkelijk niet aan Gar Tagu, maar aan Tridu Songtsen.
Onder het voorwendsel dit voorstel te willen bespreken nodigde de koning de meeste resterende leden van de clan van de Gar uit voor een feest en een jachtpartij en liet hen allen vermoorden. Hierna organiseerde Tridu Songtsen een leger, waarmee hij de strijd wilde aangaan tegen Gar Trideng. Die wilde de militaire confrontatie met de koning niet aangaan en pleegde in 696 zelfmoord.
De Gar-clan had sinds decennia met name in het gebied van de Azha rond Kokonor een machtspositie opgebouwd. De vernietiging van de clan leidde in de jaren na 690 daar tot opstanden, die door Tridu Songtsen moesten worden neergeslagen.

## Periode na ongeveer 693
Vanaf 693 tot aan zijn dood in 704 was Tridu Songtsen het grootste deel van die periode op campagne. De Tibetaanse annalen meldden onder meer campagnes in de omgeving van Lintao en Lanzhou.
In 704 organiseerde hij zijn grootste militaire campagne tegen de Mywa's in een deel van de huidige Chinese provincie Yunnan. Omstreeks het midden van de achtste eeuw zou hier het koninkrijk Nan Chao ontstaan. Tijdens die campagne overleed hij. Over de oorzaken daarvan is niet bekend.
Zijn dood is het begin van een complexe strijd om de macht in het rijk, waarin zijn moeder Tri Malö en een van zijn vrouwen, de Turkstalige Ga-tun en vermoedelijk afkomstig uit het volk van de Azha een belangrijke rol spelen.